# 迪烏烏
迪烏烏（排灣語：Diqoqo/Apula），是台灣排灣族傳說中的巨人，曾經以計策打倒了攻打自己的排灣族軍隊，並且留下了腳印。

## 簡述
迪烏烏過去住在下排灣社（Paiwan，位於今屏東縣泰武鄉北大武山下），他的身材高大到可以一腳踩在下排灣社、另一腳踏在舊高燕部落（Padain，位於今屏東縣瑪家鄉）上，也因為這樣，他都不用擔心會被自己設下的陷阱害到。

## 傳說
據說過去有東排灣群（sqalo）的族人來攻打下排灣社，迪烏烏為了保護部落，採集了大量一種叫做dariyuyu樹的樹汁塗在射鹿溪下游處某個地方的地上，讓採到的人全部滑倒摔死，只有一個人倖存，而那個人雖然被放了回去，但也被迪烏烏詛咒回到部落後就會死，至今塗抹樹汁的地方還留有他的腳印，被叫做Dinukapan（踏痕的意思）

### 其他傳說
另有說法認為Dinukapan處的腳印是一個叫勞理瓦（Lauliva n）的巨人所留下來的，而他因為食量很大，食物和行動還都要族人來幫忙，因此最後被舊平和部落（Piyuma，位於今屏東縣泰武鄉大武山主峰下）的族人丟到山谷下摔死，另外在舊平和部落和旗鹽山下也都有他留下的腳印；另外kapaiwanan（下排灣社舊址）還有說法認為他曾經把自己巨大的陰莖伸往他社並騷擾婦女，結果被反擊的女性弄斷，收回來時還黏滿了草:117。